# Alice DeeJay
Alice DeeJay foi um grupo holandês de eurodance, que fez sucesso entre 1999-2002. O grupo foi fundado em 1999 e seu maior êxito foi o single "Better Off Alone", lançado no mesmo ano. Em 2000, lançaram seu primeiro e único álbum, Who Needs Guitars Anyway?. Dois anos depois o grupo se separou. Em 2014 o grupo retornou às atividades com uma nova vocalista e sob o nome Alice DJ.

## Discografia

### Álbuns
- 2000 - Who Needs Guitars Anyway?

### Singles
- 1999 - Better Off Alone
- 1999 - Back in My Life
- 2000 - Will I Ever
- 2000 - The Lonely One
- 2001 - Celebrate Our Love